# Adolf Stieler
Adolf Stieler (26 de febrero de 1775 - 13 de marzo de 1836) fue un cartógrafo y abogado alemán que trabajó la mayor parte de su vida en el Instituto Geográfico Justus Perthes de Gotha. Aunque estudió derecho y trabajó en el gobierno durante toda su vida, mantuvo un gran interés por la cartografía y publicó muchas obras famosas. Su Handatlas fue el principal atlas mundial hasta mediados del siglo XX.

## Educación y carrera política
Stieler pasó gran parte de su juventud en Gotha, ciudad de la cual su padre era alcalde. En su adolescencia, mostró un gran interés por la elaboración de mapas, el cual mantuvo a lo largo de su vida adulta. Sin embargo, estudió derecho en la Universidad de Jena y en la Universidad de Göttingen desde 1793 hasta 1796.
Ocupó el cargo de consejero de estado en Gotha desde 1813 hasta 1829, y el resto de su vida trabajó como abogado del gobierno local hasta su jubilación en 1835.

## Vida profesional

### Cartografía
La carrera cartográfica de Stieler comenzó con un puesto como profesor de geografía en una escuela para niñas en Gotha, al mismo tiempo que comenzó a trabajar con Franz Xaver von Zach, el director del Observatorio de Gotha. Sus trabajos durante este período incluyen la publicación de representaciones cartográficas de varias de las observaciones de von Zach.

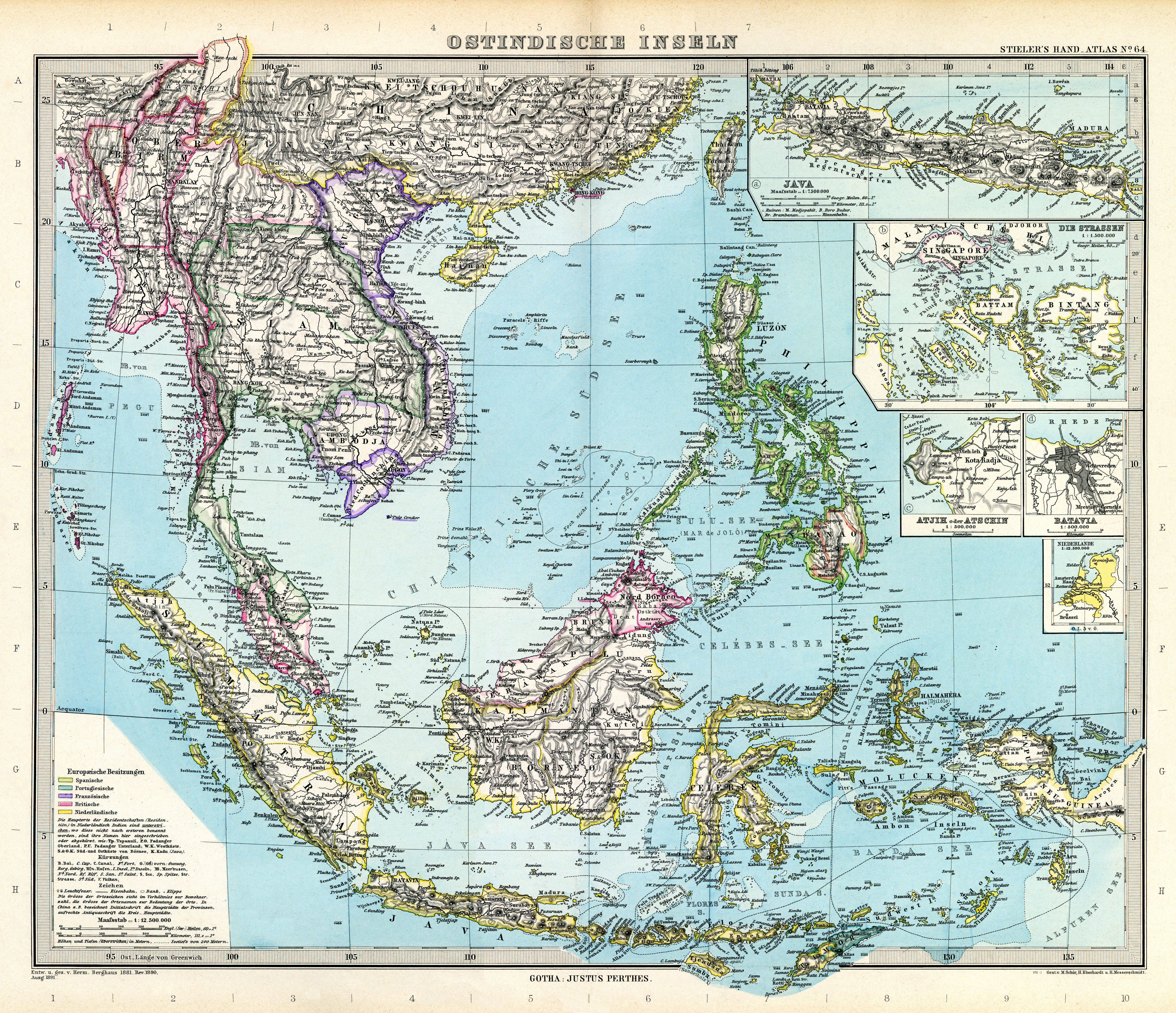
Mapa del Sudeste asiático, Handatlas de Stieler.

En 1804, Stieler trabajó en el Instituto Geográfico de Weimar, continuando su objetivo de comenzar un negocio de publicación geográfica.
También diseñó varios mapas regionales e internacionales. Con von Zach, Stieler publicó su "Atlas Gaspari", que incluía mapas de muchas naciones europeas, incluyendo España, Portugal e Inglaterra. En 1806, se publicó su mapa de las Indias Orientales. Años más tarde, publicó un mapa militar de Alemania formado por 25 hojas, que eran parte de un trabajo más grande de 204 hojas.
En 1816, comenzó a trabajar en su obra más famosa, el Handatlas, después de un largo paréntesis en trabajo cartográfico. En 1826, cuando completó el Handatlas, su carrera estaba llegando a su fin.

### Otros trabajos
Además de sus contribuciones a la cartografía, Stieler también propuso métodos matemáticos en el ámbito de los seguros. También, fundó en 1828 el banco de seguros Grupo Gothaer junto al comerciante Ernst-Wilhelm Arnoldi.
Adolf Stieler murió el 13 de marzo de 1836, en Gotha.

## Legado
Stieler tuvo un impacto significativo en sus contemporáneos. Johann Christoph Bär, un aprendiz de Stieler que también trabajó en el Instituto Justus Perthes, continuó con gran parte del trabajo de Stieler después de su muerte.

El Handatlas se convirtió en una de sus obras más reconocidas y duraderas, que siguieron siendo impresas hasta 1945.

## Galería

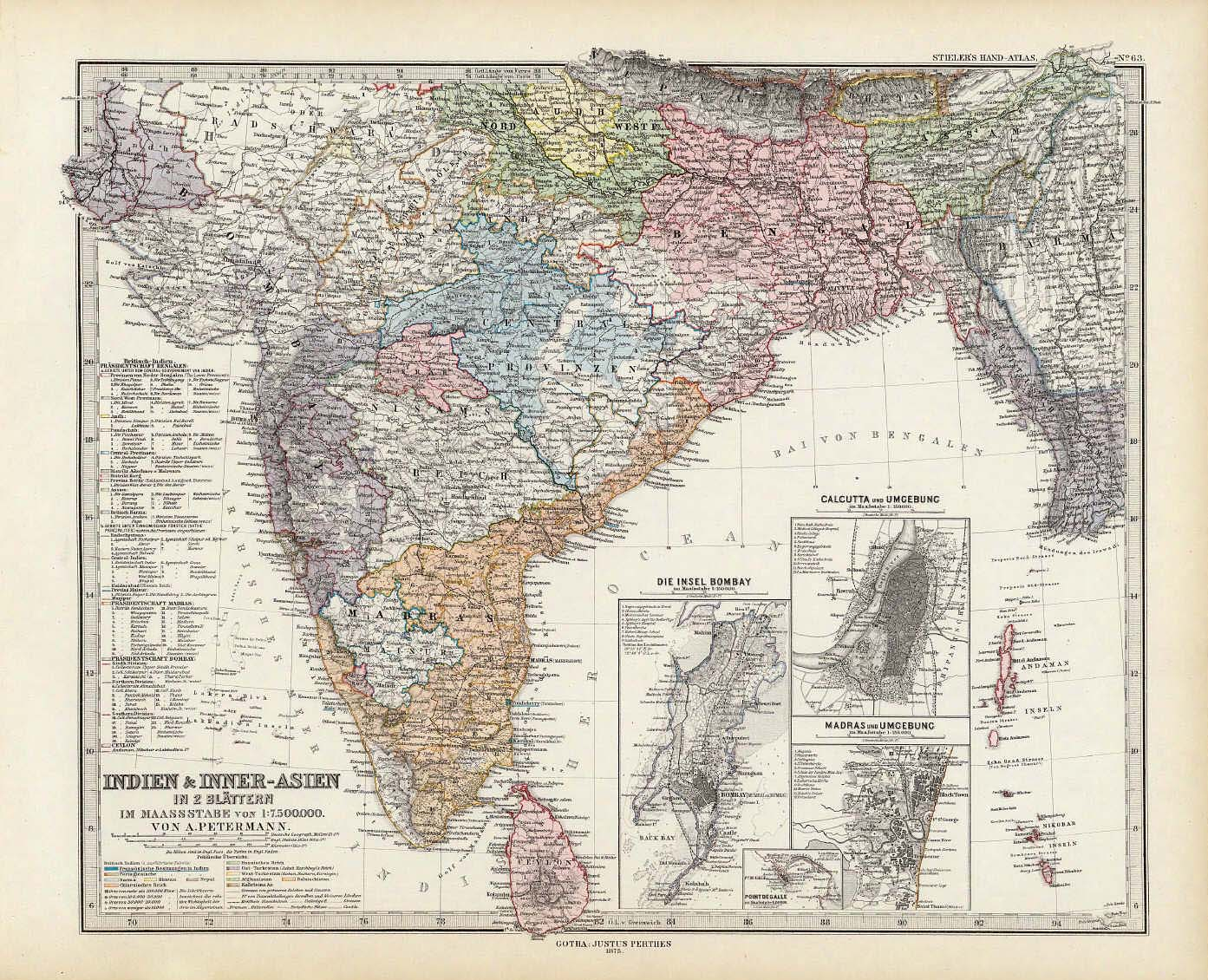
Mapa de la India y Asia.
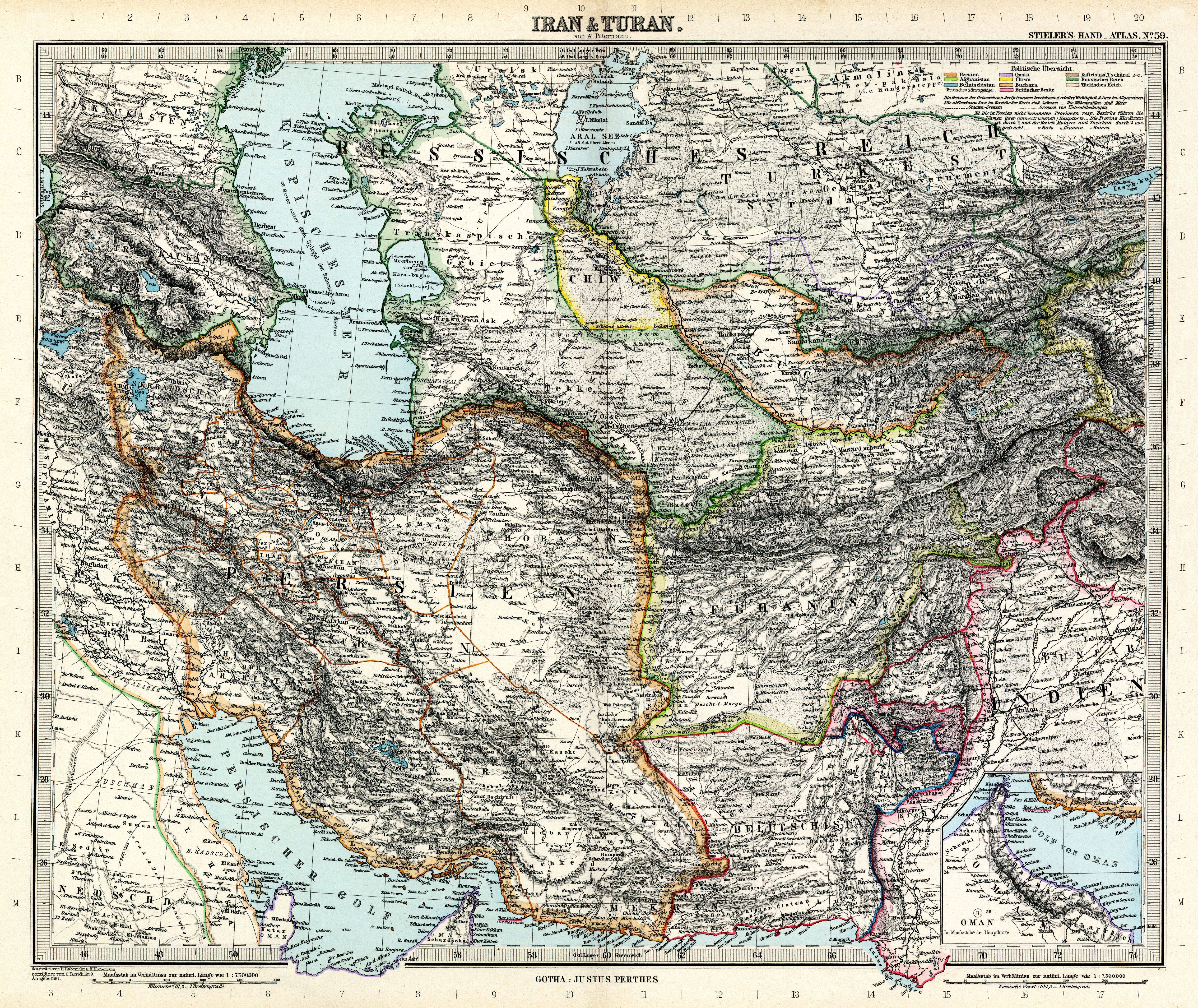
Mapa de Irán and Turán.
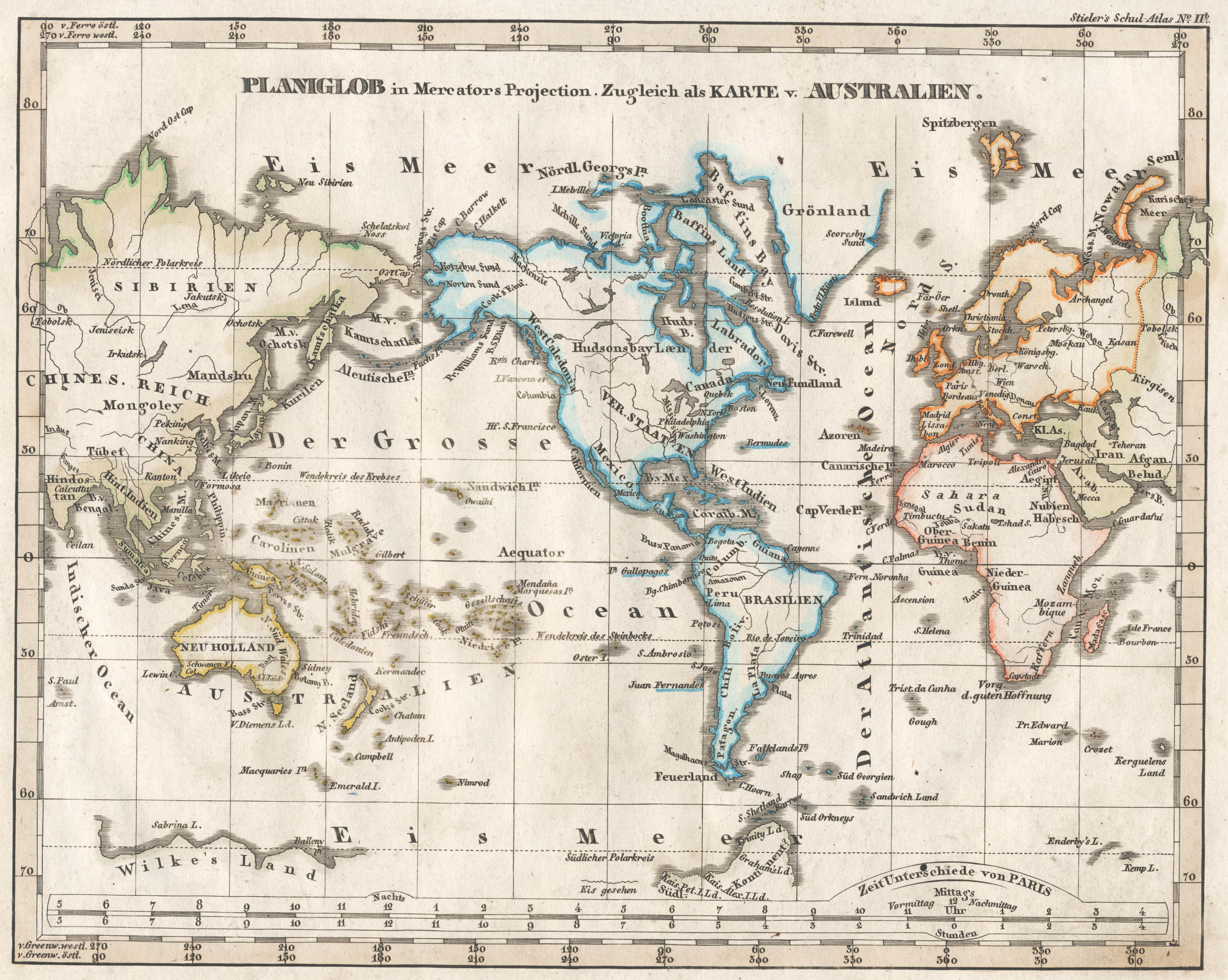
Mapamundi utilizando la Proyección de Mercator.
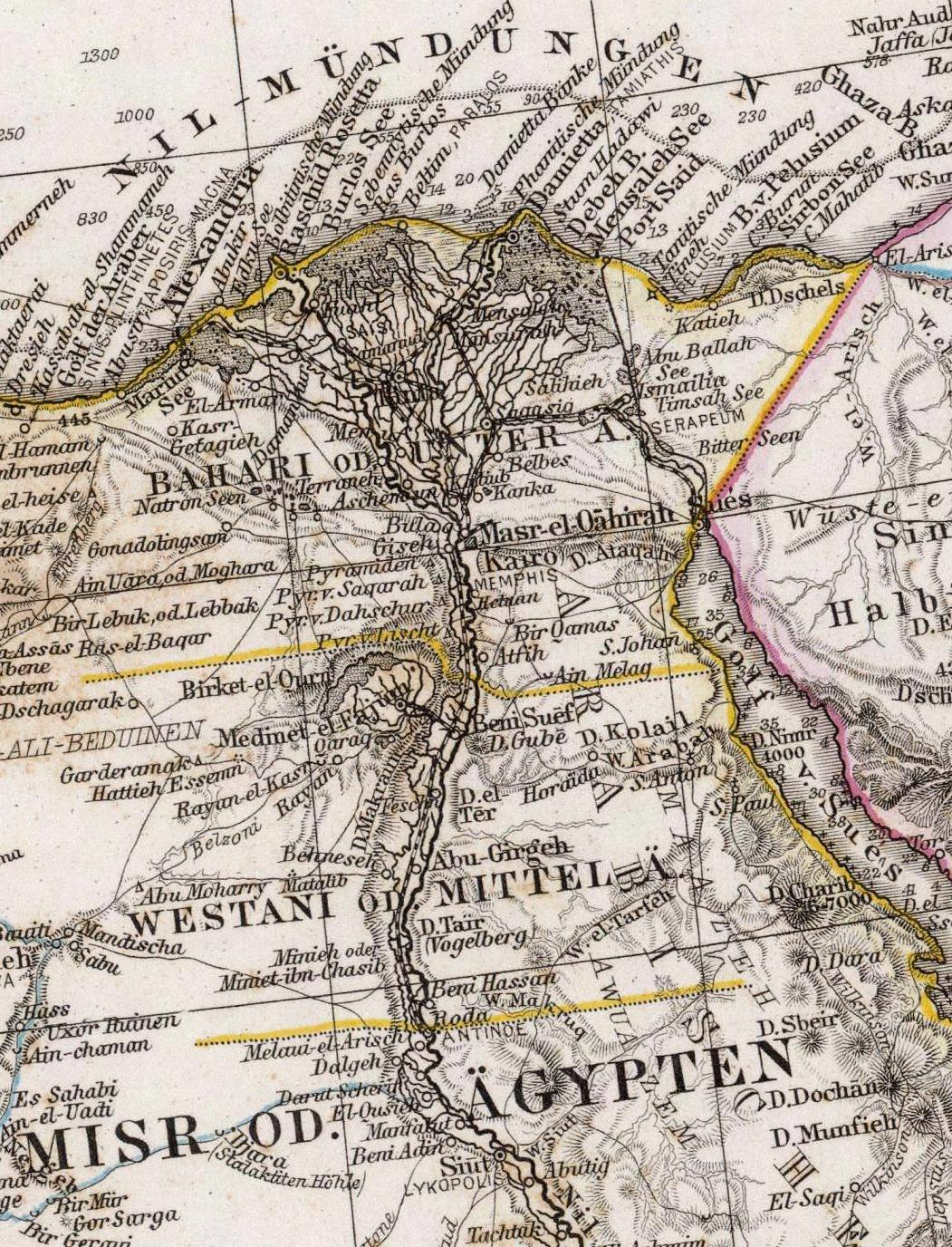
Mapa de Egipto.